# Hermes Libretto
Hermes Richène M. Libretto (Koffiekamp, 17 januari 1938) is een Surinaams bestuurder en publicist.
Libretto werd geboren in het Saramaccaanse dorp Koffiekamp. Hij bezocht daar de lagere school en werd in Brokopondo opgeleid tot boslandonderwijzer. In 1968 behaalde hij zijn diploma Middelbare Ambtenarenopleiding. In 1971 werd hij Licentiatus. Hij schreef zich daarna in voor de rechtenstudie op de doctorale opleiding van de Universiteit van Suriname en behaalde zijn meestersgraad in 1983.
Als bestuurder klom hij op tot de rang van districtscommissaris (van het nieuw ingestelde district Sipaliwini). Later trad hij in de diplomatieke dienst en werkte in Frans-Guyana als consul-generaal voor Suriname. Libretto werkt nu als advocaat in Paramaribo.
In 1990 publiceerde hij de studie: Het gezags- en bestuurssysteem in het binnenland van Suriname, een bewerking van zijn doctoraalscriptie, ingeleid door mr. C.D. Ooft.
In 2006 ontving hij de Gaanman Gazon Matodja Award.